# GP Manavgat
O GP Manavgat é uma corrida ciclista turca que se celebra no mês de fevereiro ao redor de Manavgat na província de Antalya. A corrida organizou-se pela primeira vez no ano 2020 e faz parte do UCI Europe Tour baixo a categoria 1.2.

## Palmarés
| Ano  | Vencedor           | Segundo         | Terceiro    |
| ---- | ------------------ | --------------- | ----------- |
| 2020 | Branislau Samoilau | Anatoliy Budyak | Onur Balkan |

## Palmarés por países
| País         | Vitórias |
| ------------ | -------- |
| Bielorrússia | 1        |
| Malásia      | 1        |